# Paweł Charucki
Paweł Charucki (* 14. Oktober 1988 in Wrocław) ist ein ehemaliger polnischer Radrennfahrer, der im Straßenradsport aktiv war.

## Sportlicher Werdegang
Paweł Charucki begann seine internationale Karriere 2008 bei dem polnischen Continental Team Legia. In der Saison 2010 wurde Charucki in Kielce polnischer Meister im Straßenrennen der U23-Klasse. Von 2011 bis 2014 fuhr er für das polnische Professional Continental Team CCC Polsat Polkowice. In den vier Jahren im Team konnte er keine einzige Top-10-Platzierung erreichen, nur mit dem Team stand er im Mannschaftszeitfahren der Dookoła Mazowsza 2013 einmal auf dem Podium. 
2015 und 2017 fuhr Charucki für das polnische Continental Team Domin Sport, dazwischen kehrte er 2016 mit dem Verva ActiveJet Pro Cycling Team noch einmal in den professionellen Radsport zurück. Mit dem jeweils dritten Platz beim Memorial Grundmanna i Wizowskiego und bei Korona Kocich Gór erreichte er die beiden einzigen Podiumsplatzierungen seiner Karriere bei internationalen Rennen. 
Nach der Saison 2017 beendete Charucki im Alter von 29 Jahren seine Karriere als Radsportler. 

## Familiäres
Paweł Charucki ist der Sohn des ehemaligen Radrennfahrers Henryk Charucki.

## Erfolge
2010
- Polnischer Meister – Straßenrennen (U23)